# Magic Dick

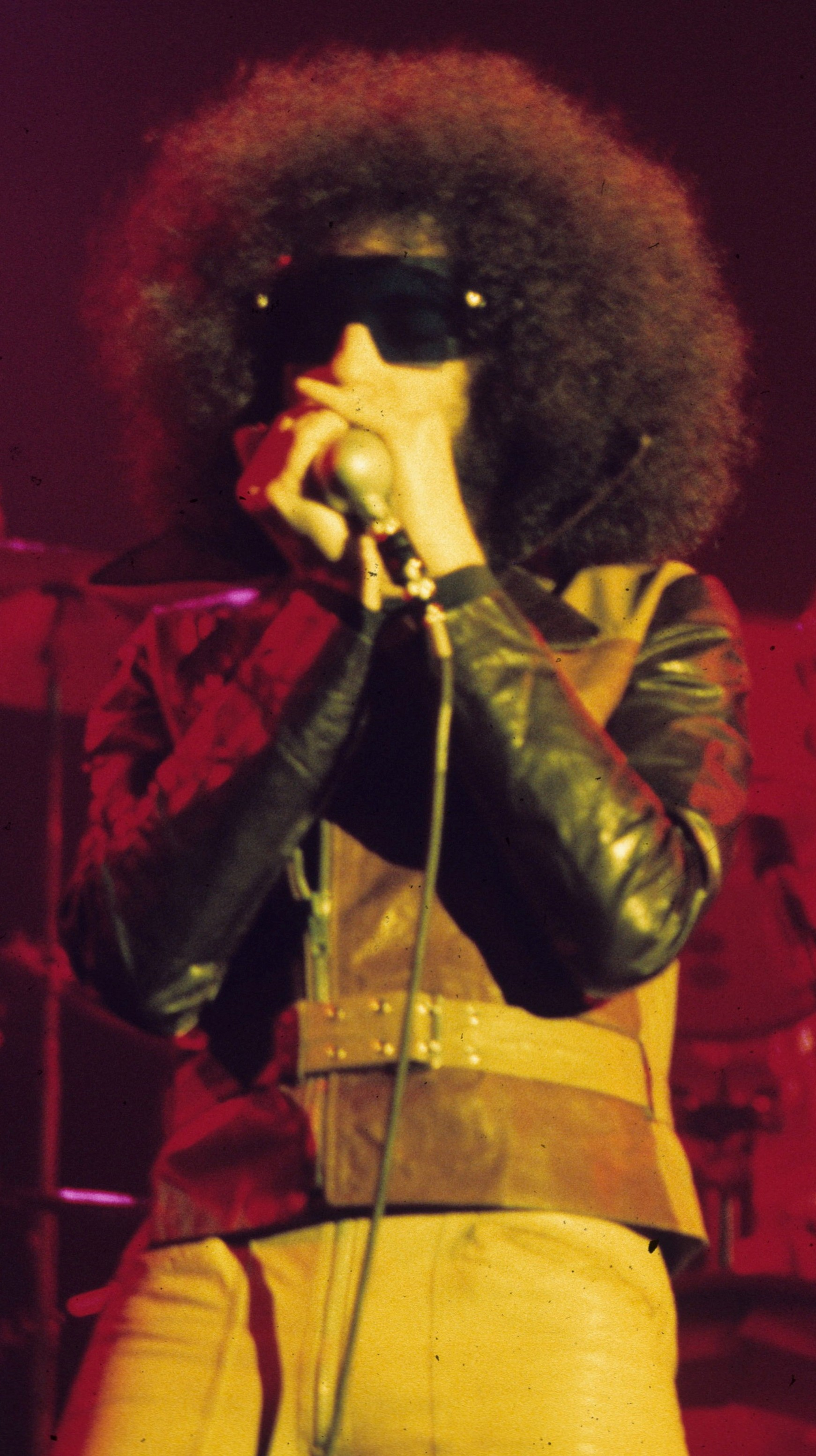
Magic Dick im Konzert, vor 2007

Magic Dick, eigentlich Richard Salwitz (* 13. Mai 1945 in New London, Connecticut, USA), ist ein US-amerikanischer Musiker. Er wurde als Mundharmonikaspieler der J. Geils Band bekannt. Neben der Mundharmonika spielt er auch Trompete und Saxophon.

## Leben
1967 gründete Richard Salwitz mit John Geils (Gesang, Gitarre) und Danny Klein (Bass) die J. Geils Band, die als akustisches klassisches Bluestrio begannen. Später kamen Peter Wolf (Gesang), Seth Justman (Keyboard) und Stephen Jo Bladd (Schlagzeug) dazu und entwickelten sich zu einer Rockband. 1986 lösten sie sich auf.
Salwitz startete eine eigene Band mit Steve Ramsey (Schlagzeug) und Jerry Miller (Gitarre). Im Jahr 1999 gab es eine Reunion-Tour der J. Geils Band, die offizielle Vereinigung der Band erfolgte jedoch erst 2006.